# Nègrepelisse

Nègrepelisse este o comună în departamentul Tarn-et-Garonne din sudul Franței. În 2009 avea o populație de 5.056 de locuitori.

## Evoluția populației
| An        | 1975  | 1982  | 1990  | 1999  | 2006  | 2009  |
| --------- | ----- | ----- | ----- | ----- | ----- | ----- |
| Populație | 2.589 | 2.871 | 3.326 | 3.487 | 4.511 | 5.056 |